# FC Costuleni
FC Costuleni (rum. Fotbal Club Costuleni) – mołdawski klub piłkarski z siedzibą w Costuleni.

## Historia
Drużyna piłkarska została założona w miejscowości Costuleni w 1983. W sezonie 2008/09 zajął pierwsze miejsce w Divizia B (grupa północna) i awansował do Divizia A. W debiutowym sezonie zajął 1. miejsce i zdobył awans do najwyższej lidze. W sezonie 2010/11 debiutował w Divizia Națională.

## Sukcesy
- 1. miejsce w Divizia A: 2009/10